# Beschaubrücke

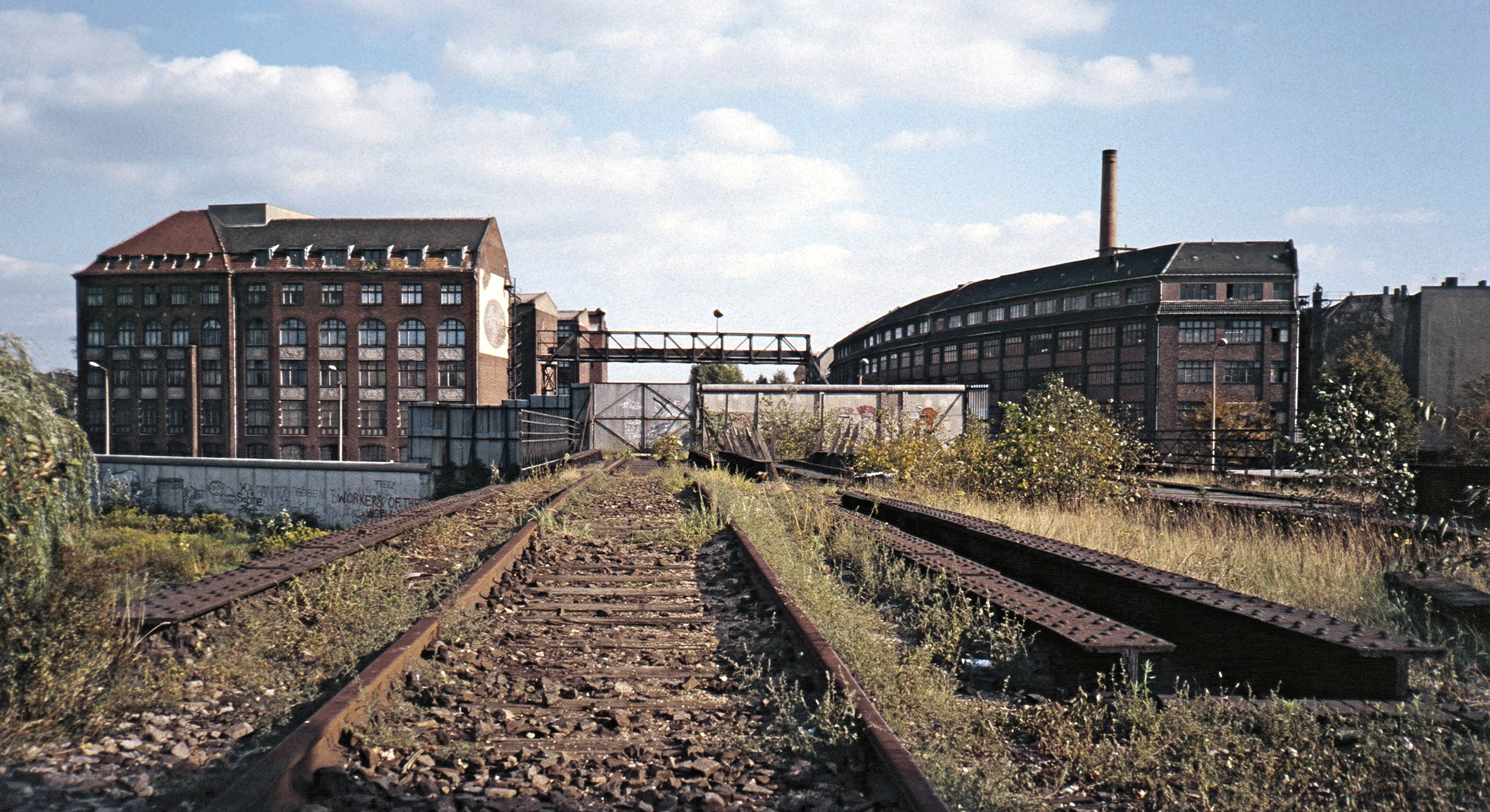
Hinter dem Tor in der Berliner Mauer: Beschaubrücke Alt-Treptow vom Görlitzer Bahnhof aus gesehen, 1986

Beschaubrücke ist die Bezeichnung für einen Steg, von dem aus die Grenztruppen der DDR grenzüberschreitende Züge zwischen der DDR und der Bundesrepublik sowie West-Berlin von oben her kontrollierten. Entsprechende Anlagen existierten auch an der Grenze zwischen der DDR und Polen und an der sowjetischen Westgrenze.

## Aufbau

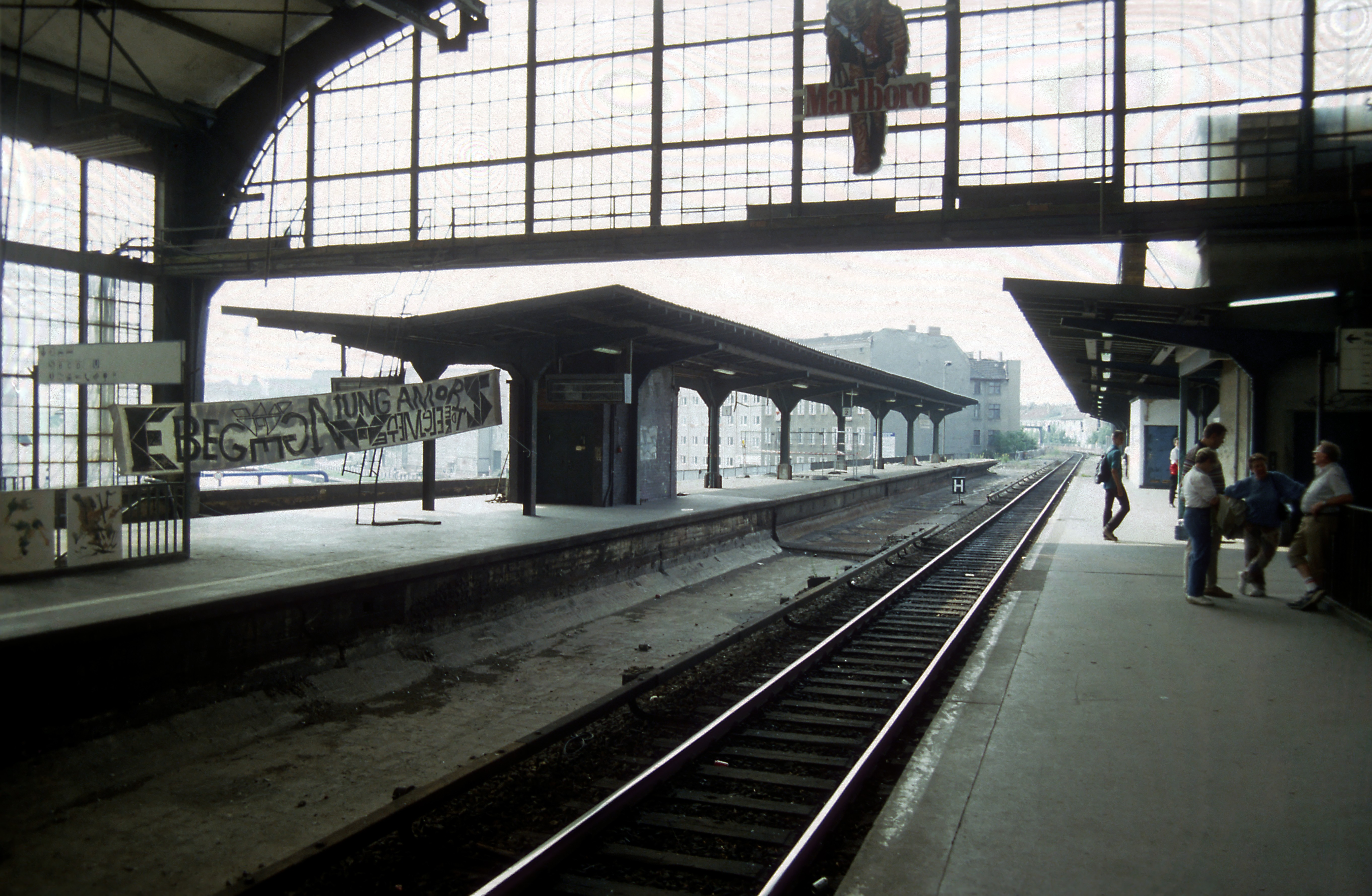
Westliche Hallenfassade des Bahnhofs Friedrichstraße mit ehemaliger Beschaubrücke, 1992

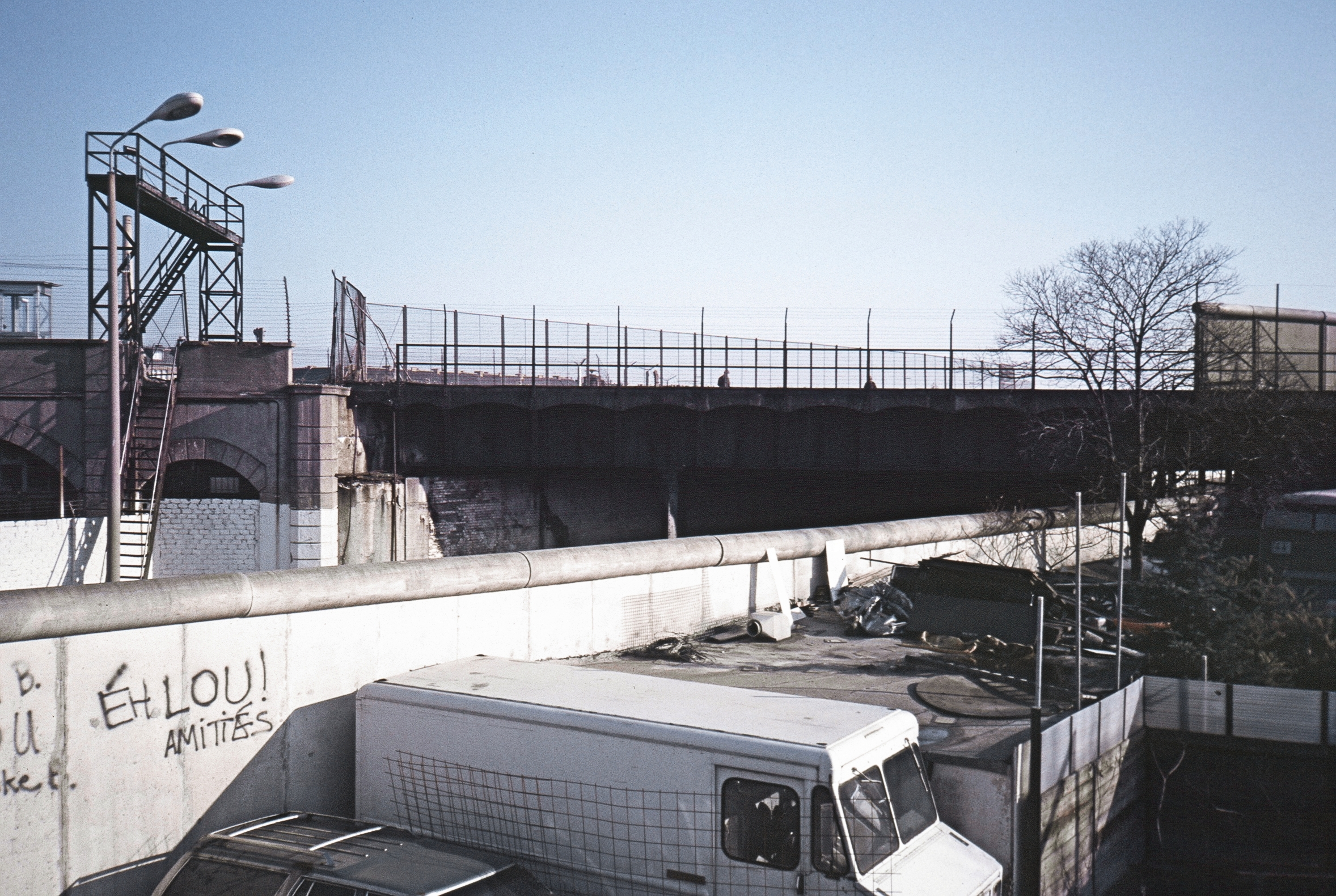
Beschaubrücke östlich des Güterbahnhofs Treptow an der Brücke über die Kiefholzstraße in Berlin, 1986

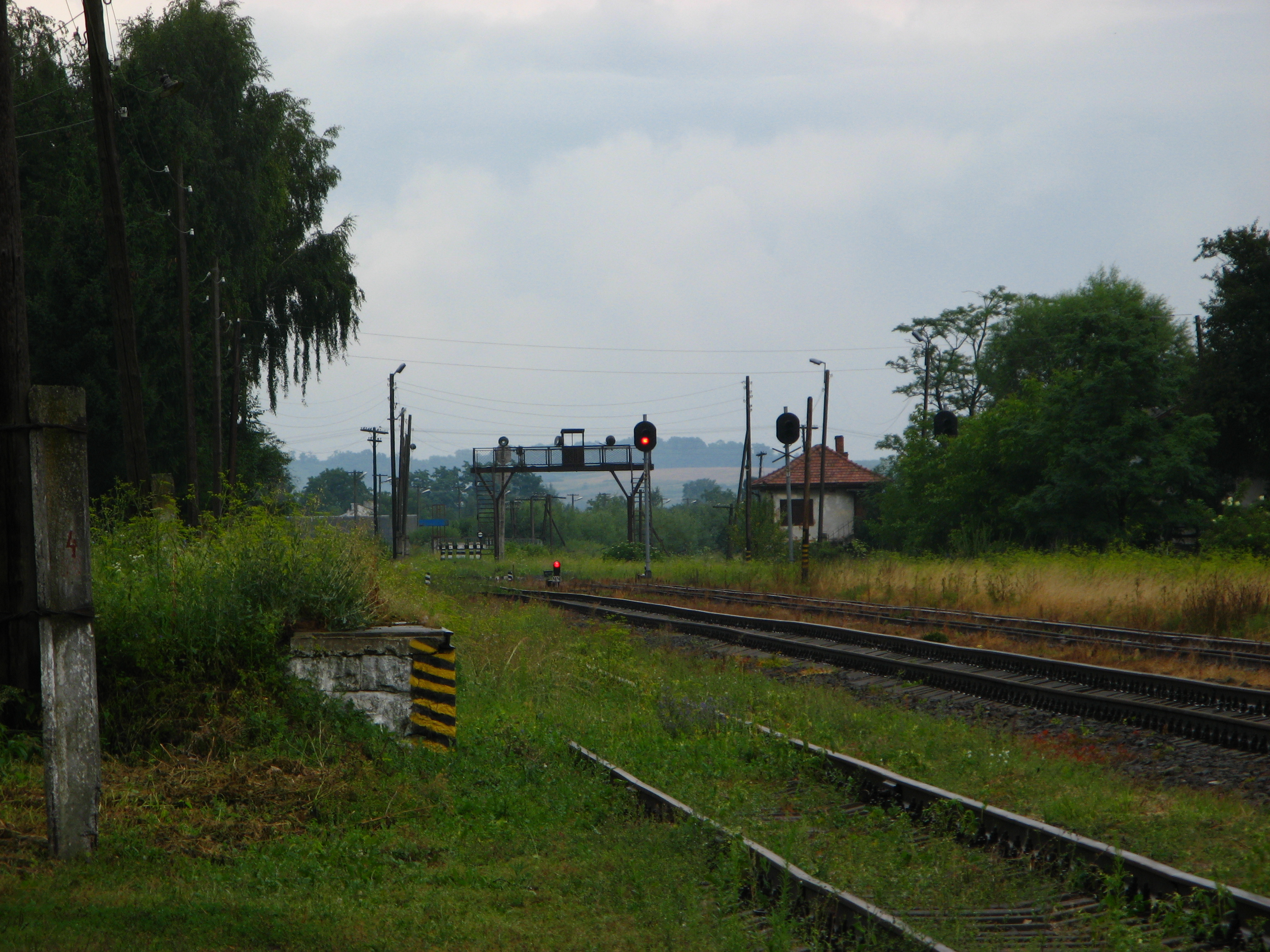
Beschaubrücke im Bahnhof Nyschankowytschi, Ukraine, 2009

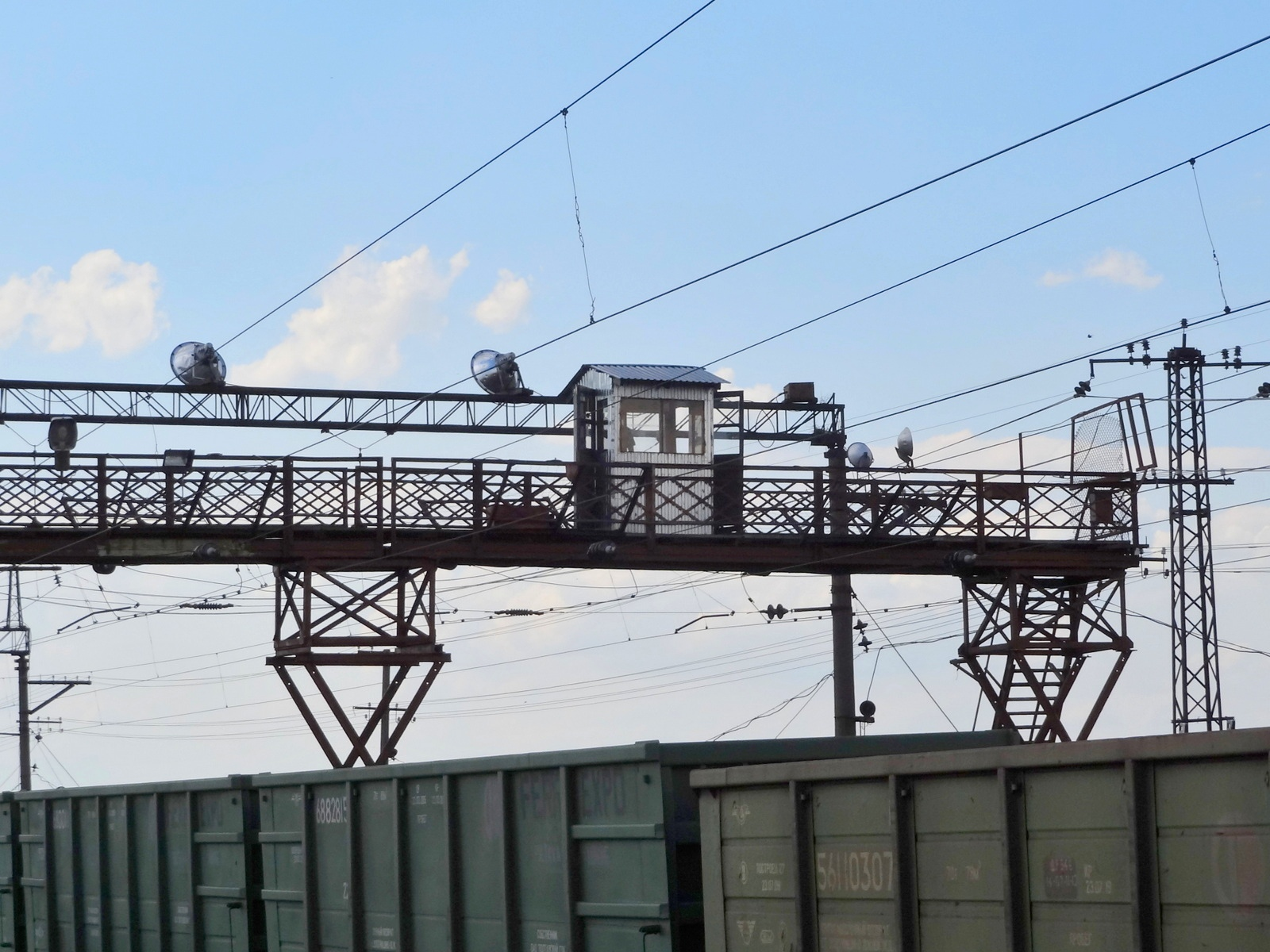
Beschaubrücke bei Tschop, Ukraine, 2012

Beschaubrücken waren häufig Signalbrücken nicht unähnliche Metallkonstruktionen. Sie waren entweder einseitig auf einem Pfeiler (Schwanheide) oder beidseitig auf zwei Pfeilern (Beispiel: Berlin-Alt-Treptow) gelagert. Die Pfeiler waren häufig Gittermasten, es kamen aber auch einfachere Bauweisen (Beispiel: Marienborn) und andere Konstruktionen (Beispiel: Gutenfürst) vor. Die Aufgänge waren meist einfache Leitern oder Treppen in Metallbauweise. Der Beschaugang konnte offen oder eingehaust (überdacht) sein.

## Standorte
Die Beschaubrücken überspannten im oder hinter dem DDR-Grenzbahnhof das Gleis bzw. die Gleise in Richtung innerdeutsche Grenze und nach West-Berlin. Ihnen nachgelagert war häufig eine „Schutzweiche gegen ungenehmigte Ausfahrten“. In besonderen Fällen (Beispiel: Berlin-Alt-Treptow) befanden sich Beschaubrücken auch an freier Strecke. Im Bahnhof Friedrichstraße war eine Beschaubrücke in die westliche Hallenfassade integriert.

## Personal
Die Beschaubrücken an der innerdeutschen Grenze waren mit bewaffneten Posten der DDR-Grenztruppen besetzt.

## Bahnhöfe mit Beschaubrücken

### Innerdeutsche Grenze
- Drewitz, massive Metallkonstruktion mit integriertem Wachhäuschen an der Westseite[3]
- Ellrich, überspannte drei Gleise im westlichen Bahnhofsbereich, zwei Pfeiler in Gitterkonstruktion, offen, zunächst ein, später zwei Wachhäuschen auf der Brücke[4][5]
- Gerstungen, Beschaubrücke im Bahnhofsbereich mit Wachhäuschen[6]
- Gutenfürst, massive Beschaubrücke zwischen zwei Gebäuden, mittig ein Wachhäuschen,[7] 2013 entfernt[8]
- Marienborn, überspannte zwei Gleise am östlichen Ende der Bahnsteige 2 und 3, eingehaust[9]
- Oebisfelde[10]
- Schwanheide, zunächst nur ein Pfeiler in Gitterkonstruktion,[11] später mehrere Gleise überspannende Brücke, mittig geschlossenes Wachhäuschen[12]
- Herrnburg, Metallbrücke vor dem Bahnhofsbereich[13]

### Oder-Neiße-Grenze
- Bahnhof Oderbrücke für aus Polen in die DDR einfahrende Güterzüge[14]

## Beschaubrücken außerhalb von Bahnhöfen

### Innerdeutsche Grenze
- Berlin-Alt-Treptow: Das durch den Ost-Berliner Bezirk Treptow führende, die beiden in West-Berlin gelegenen Güterbahnhöfe Treptow und Görlitzer Bahnhof verbindende Gleis war beidseitig mit Beschaubrücken versehen[15]
- bei der Anschlussabzweigstelle Harbke in Richtung Helmstedt, eingehaust, beidseitig schräge Treppenaufgänge[16]

### Oder-Neiße-Grenze
- Bahnstrecke Berlin–Szczecin, in Polen unmittelbar an der deutsch-polnischen Staatsgrenze